# Гусаров, Андрей Андреевич
Андрей Андреевич Гусаров (род. 21 октября 1988) — российский самбист и дзюдоист, призёр чемпионатов и Кубков России по самбо и дзюдо, призёр Кубка мира по самбо, мастер спорта России международного класса по самбо, мастер спорта России по дзюдо. Выпускник школы «Самбо-70» 2005 года. Выпускник Российского государственного университета физической культуры, спорта, молодёжи и туризма. С 2014 года тренер-преподаватель школы «Самбо-70».

## Спортивные результаты
- Международный юношеский турнир по дзюдо класса «А» 2007 года (Киев) — ;
- Чемпионат России по самбо 2012 года — .
- Чемпионат России по самбо 2018 года — ;
- Чемпионат России по самбо 2019 года — ;
- Чемпионат России по самбо 2020 года — ;
- Чемпионат России по самбо 2021 года — ;